# Flood (jeu vidéo)
Flood est un jeu vidéo de plates-formes développé par Bullfrog Productions et publié par Electronic Arts en 1990 sur Amiga et Atari ST. Le joueur contrôle un personnage appelé Quiffy qui vit avec son peuple dans des cavernes et se nourrit des déchets laissés par une ancienne civilisation. Après l’invasion de leur territoire par des créatures hostiles, seul Quiffy parvient à survivre et, après l’inondation des cavernes, il est obligé de quitter son territoire et de remonter à la surface. Le jeu est composé de 42 niveaux parsemés d’ennemis et de pièges. Dans chaque niveau, Quiffy est au départ sans défense et doit donc d’abord récupérer une arme comme des grenades, des bâtons de dynamite, un boomerang ou un lance-flamme. Avant d’accéder au niveau suivant, Quiffy doit également se nourrir en récupérant les poubelles disséminées dans chaque niveau. Enfin, de nombreux niveau oblige de plus le joueur à se dépêcher pour échapper à l’eau, qui monte petit à petit.

## Accueil
| Flood                    |      |       |
| Média                    | Pays | Notes |
| Computer and Video Games | GB   | 95 %  |
| Gen4                     | FR   | 95 %  |
| Joystick                 | FR   | 87 %  |
| The Games Machine        | GB   | 76 %  |
| The One                  | GB   | 88 %  |
| Tilt                     | FR   | 17/20 |
| Zzap!64                  | GB   | 80 %  |